# Ярміла Вулф
Ярміла Вулф (англ. Jarmila Wolfe, до шлюбу Гайдошова (словац. Gajdošová), у першому шлюбі Грот (англ. Groth)) — словацька та австралійська тенісистка, чемпіонка Австралії в міксті.
Ярміла Гайдошова почала виступати в турнірах ITF у 14 років. У 2009-му одружилася з австралійцем Семом Гротом і стала виступати під прапором Австралії під його іменем. Розлучилася в 2011-му, й Гадошова поверула дошлюбне прізвище. 2015 року знову вступила в шлюб, взяла прізвище Вулф. 
Відкритий чемпіонат Австралії в міксті виграла 2013 року разом із Меттью Ебденом. Крім цієї перемоги, має ще два одиночних і один парний титул. У січні 2017 року оголосила завершення кар'єри, а в листопаді того ж року народила дочку Наталію Ярмілу.

## Значні фінали

### Турніри Великого шолома

#### Мікст: 1 титул
| Результат | Рік  | Турнір          | Поверхня | Партнер      | Супротивники                     | Рахунок  |
| --------- | ---- | --------------- | -------- | ------------ | -------------------------------- | -------- |
| Перемога  | 2013 | Australian Open | Хард     | Меттью Ебден | Луціє Градецька Франтішек Чермак | 6–3, 7–5 |

## Фінали турнірів WTA

### Одиночний розряд: 2 титули
| Результат | №  | Дата            | Турнір                                  | Поверхня | Супротивниця        | Рахунок  |
| --------- | -- | --------------- | --------------------------------------- | -------- | ------------------- | -------- |
| Перемога  | 1. | 19 вересня 2010 | Guangzhou Open, Гуанчжоу, КНР           | Хард     | Алла Кудрявцева     | 6–1, 6–4 |
| Перемога  | 2. | 15 січня 2011   | Hobart International, Гобарт, Австралія | Хард     | Бетані Маттек-Сендс | 6–4, 6–3 |

### Пари: 6 (1 титул)
| Результат | №  | Дата            | Турнір                                                | Поверхня | Партнерка        | Супротивниці                  | Рахунок           |
| --------- | -- | --------------- | ----------------------------------------------------- | -------- | ---------------- | ----------------------------- | ----------------- |
| Перемога  | 1. | 26 April 2006   | Nordea Nordic Light Open, Стокгольм, Швеція           | Хард     | Ева Бірнерова    | Янь Цзи Чжен Цзє              | 0–6, 6–4, 6–2     |
| Поразка   | 1. | 24 лютого 2007  | Cellular South Cup, Мемфіс, США                       | Хард     | Морігамі Акіко   | Ніколь Пратт Браєнн Стюарт    | 5–7, 6–4, [5–10]  |
| Поразка   | 2. | 17 липня 2011   | Gastein Ladies, Бад-Гаштайн, Австрія                  | Ґрунт    | Юлія Ґерґес      | Ева Бірнерова Луціє Градецька | 6–4, 2–6, [10–12] |
| Поразка   | 3. | 16 липня 2012   | Bank of the West Classic, Стенфорд, США               | Хард     | Ваня Кінґ        | Марина Еракович Гезер Вотсон  | 5–7, 6–7(7–9)     |
| Поразка   | 4. | 22 вересня 2012 | Guangzhou International Women's Open, Гуанчжоу, Китай | Хард     | Моніка Нікулеску | Тамарін Танасугарн Чжан Шуай  | 6–2, 2–6, [8–10]  |
| Поразка   | 5. | 16 січня 2016   | Hobart International, Гобарт, Австралія               | Хард     | Кімберлі Біррелл | Хань Сіньюнь Крістіна Макгейл | 3–6, 0–6          |

## Виноски
1. 1 2  Olympedia — 2006.

| Тенісист | Це незавершена стаття про тенісиста чи тенісистку. Ви можете допомогти проєкту, виправивши або дописавши її. |